# 新花園泳池
新花園泳池（葡萄牙語：Piscina Estoril），位於澳門澳門半島得勝馬路，於1952年6月19日啟用，曾為華南地區規模最大，並且為澳門歷史最悠久的公眾游泳池，建造費用達澳門幣150萬元，設有看台和兩個泳池，包括一個長50米主池和一個兒童泳池，目前僅於每年4月至11月泳季期間開放。
為配合毗鄰之澳門新中央圖書館建築工程—拆卸、基礎及地庫工程，新花園泳池於2024年6月1日起暫停開放，期間會進行優化工程。

## 歷史
新花園，原名為華士古達嘉馬花園，建於1898年，由葡萄牙工程師鴉寮弩尼士（Angusto D’Abreu Nunes）設計，目的為紀念葡國著名航海家華士古達嘉馬，但他從來沒有到過澳門。花園初時地域廣闊，由現在的花園園址範圍一直至得勝花園，連成一大片。當中還有一條「華士古打監麻新路」橫貫。1938年，部分園地因市區發展被闢作官方用地，陸續建立葡文官立小學、何東中葡小學及現時的新花園泳池，後來泳池部分用地被改建為新花園娛樂場及愛都酒店，新花園至此分為兩截，即現時的得勝花園及華士古達伽馬花園。
1941年5月29日，澳葡政府有代表提出建議於助學會大樓前地段建設一個70呎X30呎的標準游泳池，以及一個泵房以安裝一套先進的池水過濾系統，隨著太平洋戰爭爆發加上香港被日本佔領，有關計劃被擱置。
1949年4月13日，葡文報章刊登消息，自澳門總督柯維納執政後，為推動復興和建設發展，計劃在本處興建一座新型游泳池，由政府免費撥地興建。
1950年初，澳門市政廳委托一間香港公司設計“新花園市政泳池”，其後於同年4月向郵政儲金局借貸以開展建造工程，相關工程於同年5月28日奠基。
1952年6月19日，新花園泳池落成啟用，由葡萄牙殖民地部部長夫人Sra. D. Margarida Guerra Junqueiro Saramento Rodrigues主持剪綵開幕。初期泳池由華商新世界公司承辦該泳池，設有游泳部、娛樂部及夜總會，其中「新花園夜總會」設有中西餐室及跳舞廳等。
1961年2月中，澳門幸運博彩公開競投由何鴻燊贏得，並於1962年元旦組成澳門旅遊娛樂營運，澳門市政廳批准該公司承租新花園夜總會，而總辦事處位於現時的新花園娛樂場內。而澳娛更於新花園泳池側設一個兒童樂園和溜冰場。
1962年10月，澳門市政廳批准將新花園內包括泳池租予澳門旅遊娛樂，為期八年，由該年9月1日起生效到1970年8月31日止。位於泳池旁的愛都酒店於1963年11月15日開業，而泳池同時也經過重整。
1989年，澳門市政廳決定收回新花園泳池營運權，到90年代旁邊的愛都酒店因經營問題而結業。
2015年12月11日，澳門特別行政區行政會完成討論《體育局的組織及運作》行政法規草案，原民政總署的康體範疇職權轉移至體育局，於2016年1月1日起生效，新花園泳池和其他民署轄下的康體設施亦交由體育局管理。
2017年8月23日，受颱風天鴿吹襲，體育局轄下泳池設施包括本泳池損毀嚴重，為確保公眾安全需暫停開放。同年8月26日和27日，為舒緩市民沐浴需求，體育局轄下的部份設施經過搶修後，開放本處的更衣室提供市民進行淋浴。8月27日因受另一股熱帶氣旋帕卡影響，氣象局一度發出八號風球，導致四個提供淋浴設施的地點包括新花園泳池等需要一度暫停開放。泳池在經過檢查、維修及由民政總署檢驗池水水質後，於同年10月12日起重新開放。
2024年6月1日，配合澳門新中央圖書館工程開展，泳池暫停開放至另行通知。

## 開放安排
在2024年原開放安排中，新花園泳池於4月1日至11月30日期間開放，共分為3節開放。第一節:07:00-11:00、第二節:12:00-16:00、第三節:17:00-22:30，而逢星期三第一節時段為清池時間暫停開放（若星期三為公眾假期，則泳池照常開放，並順延至假期後翌日第一節時段進行清池）。售票安排方面，可透過澳門公共服務一戶通、體育局網站或手機應用程式三個平台網上購買即場門票及網上預約未來兩日門票，以及可在游泳池現場購買即場門票。

## 收費
| 類別               | 門票     |
| ------------------ | -------- |
| 公眾13歲或以上     | 15澳門元 |
| 學生證持有人       | 7澳門元  |
| 12歲或以下小童     | 5澳門元  |
| 65歲或以上之成年人 | 7澳門元  |

## 設施
- 50米標準泳池，水深1.2-3.4米，最多可容納250人
- 兒童池，水深0.4-0.9米
- 兒童遊樂場

## 大型活動

### 吳陳比武
自1953年8月起，兩名武林大師分別是當年53歲的香港太極拳名師吳公儀與35歲的澳門白鶴派名師陳克夫先後在報章中發表文章並引起筆戰，最終由筆戰演變成擂台戰。1954年1月17日，比武於本處舉辦，當時由澳門名流何賢、梁昌及其組織的康樂體育會艱難策動、成功主辦。活動引起港澳兩地一時轟動，導致港澳兩地海上客運交通加班，旅館爆滿，有不能到現場觀看的人士圍坐收音機收聽現場直播，活動全稱“吳陳中國技擊表演及紅伶歌唱大會”，賑濟香港九龍石硤尾大火災民，以及為澳門鏡湖慈善會和同善堂籌款。比武前雙方均簽下生死狀，甫交手即擊中陳克夫鼻子。陳因流血過多，休息超時。再因第二回合雙方起腳過膝犯規，裁判何賢宣佈雙方「不勝不負不和」而終止短短之數分鐘賽事，而是次比武亦籌得27萬澳門元善款。
比武結束後，吳公儀及吳氏太極拳名噪一時，海外團體紛紛致函邀請。本次比武在短短三分鐘過程中被宣佈無結果終止，亦引發港澳坊間談論不斷，並引發梁羽生（龍虎鬥京華，刊於《新晚報》）。一年後，查良鏞亦以「金庸」筆名，（書劍恩仇錄，同樣刊於《新晚報》）後來寫出了一系列名動江湖的武俠小說，在民間影響頗大。後來，查良鏞更創作了多部膾炙人口的武俠小說，歷年來被改編為多套電視劇、電影、廣播劇。
2016年，澳門政府為紀念“吳陳比武”，決定於鄰近的塔石廣場等多個地點舉行“武林群英會”，時任社會文化司司長譚俊榮期望掀起武術、文化、戲劇等旅遊熱潮，能夠創作出相關的文化產品。

### 吳陳比武六十周年紀念活動
2013年11月下旬，澳門陳克夫功夫體育會擬於「吳陳比武六十周年」期間舉辦系列紀念活動，包括珍貴圖片實物展、研討會及文體晚會等，並成立「紀念吳陳比武六十週年活動籌委會」。
2013年12月19日，「紀念吳陳比武六十週年活動籌委會」計劃在2014年1月17日和18日兩天舉辦系列紀念吳陳比武六十周年文體活動。
2014年1月26日下午，「吳陳比武拓新篇」之「慈善國術歌唱大會」於本處舉行，為時兩小時，多名政府官員將出席活動的開幕式。活動復刻1954年吳陳比武的歷史文化原跡，搭建橫直度皆8.5米的水上擂臺。活動設有珍貴圖片、影片及實物展。當日在新花園泳池的水中擂臺上，表演內容豐富多姿，既有「紀念吳陳比武六十周年」本地原創主題曲「笑傲江湖美名傳」及多首粵語、國語時代曲和粵曲獻唱；亦有傳統國術、青少年集體拳術、白鶴拳、吳家太極拳、嵩山少林武技表演；更有世界盟主、亞運金牌、亞洲冠軍賈瑞、朱志偉、尤俊賢、何司行演出，壓軸登場的是「不勝、不敗、不和」的「吳陳比武拓新篇」之演練（第一回合）和（第二回合）的擂臺比武。
活動流程安排：
- 14:30 澳門業餘歌手輪番獻唱流行曲。
- 15:10 播放籌委會製作的《吳陳比武拓新篇》影片。
- 15:30 正式開始，大會司儀：區子榮、區志權、歐陽善盈。
- 15:32 由活動籌委會秘書長許焯勝填詞，名譽主席伍永超譜曲的紀念吳陳比武六十周年原創主題曲《笑傲江湖美名傳》，拉開慈善國術歌唱大會的序幕，由伍永超獻唱。
- 15:35 敦請主禮嘉賓為醒獅簪花、掛紅、點睛。
- 15:40 醒獅群舞（澳門鴻威文娛體育會）。
- 15:43 敦請主禮嘉賓行政長官崔世安、全國政協副主席何厚鏵等剪綵。
- 15:48 籌委會主席何敬麟致開幕辭。
- 15:51 向支持、協辦、贊助和參與單位或個人致送紀念品。
- 16:00 傳統拳術表演
- 16:20 歌曲演唱：《大俠霍元甲》及《太極張三豐》
- 16:25 武術及拳術表演
- 16:40 歌曲演唱：《書劍恩仇錄》
- 16:43 武林絕技表演
- 16:48 歌曲演唱：《上海灘》、《瀟灑走一回》
- 16:52 太極拳劍表演
- 16:58 粵曲獻唱：《萬惡淫為首》
- 17:10 武術表演
- 17:18 歌曲演唱： 《射鵰英雄傳之華山論劍、問誰領風騷》
- 17:22 武術表演
- 17:30 吳陳比武拓新篇之演練（第一及第二回合）

### 其他大型活動
除了舉辦吳陳比武外，更舉辦年度港澳游泳埠際賽，香港海洋公園也曾派海豚隊伍到來表演。1965年12月11至12日，本處上演一場泰拳比賽，並於旁邊的新花園娛樂場設有售票處。
悉尼奧運會後，郭晶晶、田亮等中國跳水名將亦曾於到過澳門作親善交流，而跳水表演場地亦在新花園泳池。該泳池同時曾經舉行園遊會、拳賽、乒乓球賽等。2002年更舉行“五十周年紀念水上嘉年華”活動。

## 事件

### 泳池水質大腸桿菌超標事件
2021年5月18日傍晚，新花園泳池暫停對外開放，直至另行通知。翌日中午體育局發稿回應事件，指泳池在池開放時段內，出現「不當使用」情況，以致水質未能達標。體育局回應論盡媒體查詢是「由於大腸桿菌超標」。
2021年5月20日中午，體育局宣佈已更換池水，消毒及清潔工作後，水質已符合標準，已於當天下午2時起重新對外開放；三天後，體育局副局長劉楚遠表示此為個別事件。

## 鄰近地點
- 塔石廣場
- 塔石體育館

## 交通

### 公共巴士
M149 粵華中學（Yuet Wah College）
路線：17、28C